# Monte Armetta
El Monte Armetta es la montaña más alta de la cadena de los Prealpes Ligures.

## Geografía

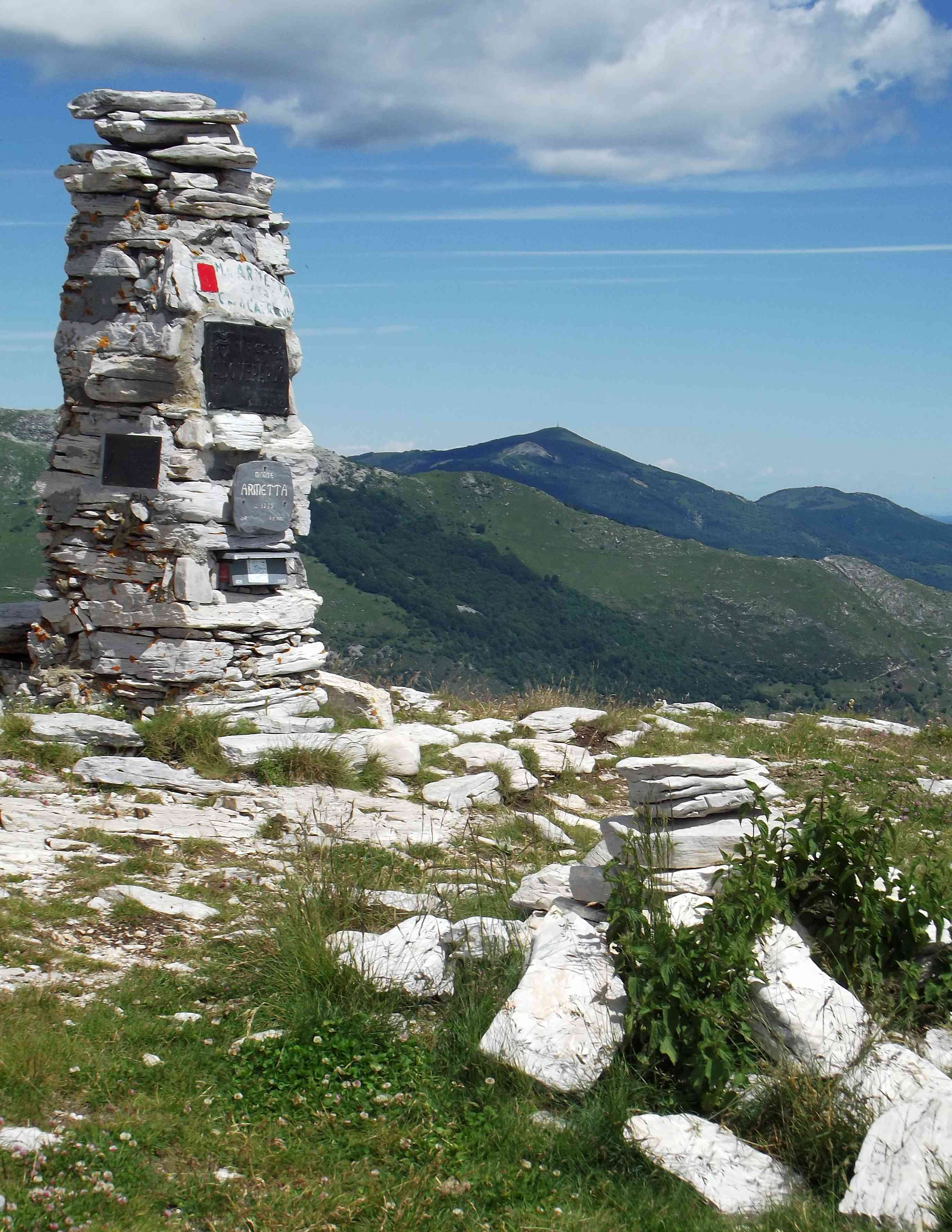
El cairn en la cima

La montaña se sitúa en el Piamonte, cerca de la frontera con la Liguria, en Italia.
Según la clasificación SOIUSA, el Monte Armetta pertenece:
- Gran parte: Alpes occidentales
- Gran sector: Alpes del sudoeste
- Sección: Alpes Ligures
- Subsección: Prealpes Ligures
- Supergrupo: Catena Settepani-Carmo-Armetta
- Grupo: Gruppo Galero-Armetta
- Subgrupo: Costiera Galero-Armetta
- Código: I/A-1.I-A.3.a

## Ascenso a la cima
Para escalar el Monte Armetta no es necesario un equipo especial, y puede seguirse la ruta de la Alta Via dei Monti Liguri.